# Romuald Klim
Romuald Josifovič Klim (rusky Ромуальд Иосифович Клим, 25. května 1933 – 28. května 2011 Minsk) byl sovětský atlet specializující se na hod kladivem, olympijský vítěz a mistr Evropy.
I když se věnoval sportu od mládí, do reprezentace SSSR se dostal až ve třiceti letech. Zvítězil na olympiádě v Tokiu v roce 1964 v novém olympijském rekordu 69,74 m. Zvítězil také na evropském šampionátu v roce 1966, když překonal hranici 70 metrů o dva centimetry. Z olympiády v Mexiku v roce 1968 si odvezl stříbrnou medaili za výkon 73,28 m. O rok později, 13. června 1969, vytvořil nový světový rekord 74,52 m. Ve stejné sezóně na mistrovství Evropy v Athénách získal další stříbrnou medaili za svým krajanem Bondarčukem.